# To Tjenestepiger
To Tjenestepiger er en dansk stum romantisk dramafilm fra 1910 produceret af Nordisk Films Kompagni. Filmens instruktør er ukendt.
Filmen blev i tysktalende lande distribueret under titlen Die beiden Dienstmädchen, i engelsketalende lande som The Rival Servants.

## Handling
En ung pige kommer fra landet til hovedstaden for at arbejde som stuepige. Hun kommer i tjeneste i et hus, hvor den uduelige sønnen lægger an på hende, men hun afviser tilnærmelserne, til sønnens vrede. Sønnen er en spillefugl, og en aften taber han et stort beløb. For at kunne betale gælden stjæler han morens smykke, som han bringer til knejpen, der herefter pantsætter smykket hos en pantelåner. Da moderen opdager at smykket er væk, mistænker hun den nye stuepige, og sønnen støtter moren i hendes antagelse. Stuepigen bliver afhørt af politiet, og pantelåneren bekræfter, at stuepigen ligner hende, der indleverede smykket. Stuepigen fastholder sin uskyld og får overtalt den venlige opdager til at undersøge sagen nærmere. Opdageren skygger sønnen og bliver ledt til spillebulen, hvor det konstateres, at der er en kvinde, der næsten liger stuepigen. Pantelåneren kan nu se begge kvinder, og udpeger den rigtige. Sønnen bryder sammen og tilstår. 
Den unge kvinder rejser tilbage til forældrene på landet, men med hende rejser også opdageren, og de to er ny ægtefolk.

## Medvirkende
- Otto Lagoni som grossereren
- Johannes Meyer som sønnen
- Rigmor Jerichau som pigen fra landet
- Alfi Zangenberg som pigen på spilleklubben
- Einar Zangenberg som opdageren
- Paul Welander
- August Blom
- Gustav Lund
- Petrine Sonne
- Victor Fabian